# マリア・ピティロ
マリア・ピティロ（Maria Pitillo, 1966年1月8日 - ）は、アメリカ合衆国の元女優。

## 人物・来歴
マリアの役で有名なのは1998年の映画『GODZILLA』のオードリー・ティモンズ役である。その後も様々な映画やテレビドラマに出演したが、2008年以降の活動は明らかでなく、事実上の引退状態にある。

## 出演作品

### 映画
- シー・デビル She-Devil （1989年）
- チャーリー Chaplin （1992年）
- ワイルド・ガンズ Frank & Jesse （1994年）
- バイバイ・ラブ Bye Bye Love （1995年）
- ゴッド・エージェント Dear God （1996年）
- GODZILLA Godzilla （1998年） - オードリー・ティモンズ 役[1]

### テレビ映画
- ウイニングボール Cooperstown （1992年）